# August 2016
Portal Geschichte | Portal Biografien | Aktuelle Ereignisse | Jahreskalender | Tagesartikel

◄ |
20. Jahrhundert |
21. Jahrhundert

◄ |
1980er |
1990er |
2000er |
2010er
| 2020er | 2030er | 2040er

◄ |
2012 |
2013 |
2014 |
2015 |
2016
| 2017 | 2018 | 2019 | 2020 | ►

◄ |
Mai 2016 |
Juni 2016 |
Juli 2016 |
August 2016 |
September 2016 |
Oktober 2016 |
November 2016 |
►
Dieser Artikel behandelt tagesbezogene Nachrichten und Ereignisse im August 2016.
Dieser war der wärmste August seit Beginn der Wetteraufzeichnungen im Jahre 1880.

## Tagesgeschehen

### Montag, 1. August 2016
- Idlib/Syrien: Ein russischer Transporthubschrauber vom Typ Mil Mi-8 wird auf dem Rückflug von Aleppo zum Luftwaffenstützpunkt Hmeimim von mutmaßlichen Kämpfern der Al-Nusra-Front abgeschossen. Dabei kommen drei Besatzungsmitglieder und zwei Offiziere ums Leben.[2]
- Kabul/Afghanistan: Bei einem Anschlag der radikalislamistischen Taliban auf das von Mitarbeitern von Sicherheits- und Militärunternehmen bewohnte Northgate-Hotel im Nordosten der Stadt werden drei Angreifer und ein Polizist getötet und mindestens drei weitere Polizisten verletzt.[3]
- Sirte/Libyen: Auf Bitten der Regierung der nationalen Einheitsregierung (GNA) unter Ministerpräsident Fayiz as-Sarradsch mit Sitz in Tobruk führen die Streitkräfte der Vereinigten Staaten im Rahmen der Operation Odyssey Lightning erstmals Luftangriffe gegen Ziele der Terrororganisation Islamischer Staat (IS) in Sirte durch.[4]

### Dienstag, 2. August 2016
- Bengasi/Libyen: Bei einem Autobombenanschlag im südlichen Stadtbezirk Al-Qawarishah werden mindestens 22 Soldaten unter dem Befehl von General Chalifa Haftar getötet und 20 weitere verletzt. Zu dem Anschlag bekennt sich ein islamistischer Revolutionärer Schūrā-Rat.[5]
- Manchester/Vereinigtes Königreich: Der deutsche Fußballspieler Leroy Sané wechselt zum Manchester City FC. Die von Manchester City an den FC Schalke 04 gezahlte Ablösesumme für ihn ist mit 50 Millionen Euro die höchste, die bis dato für einen deutschen Fußballer gezahlt wurde.[6]

### Mittwoch, 3. August 2016

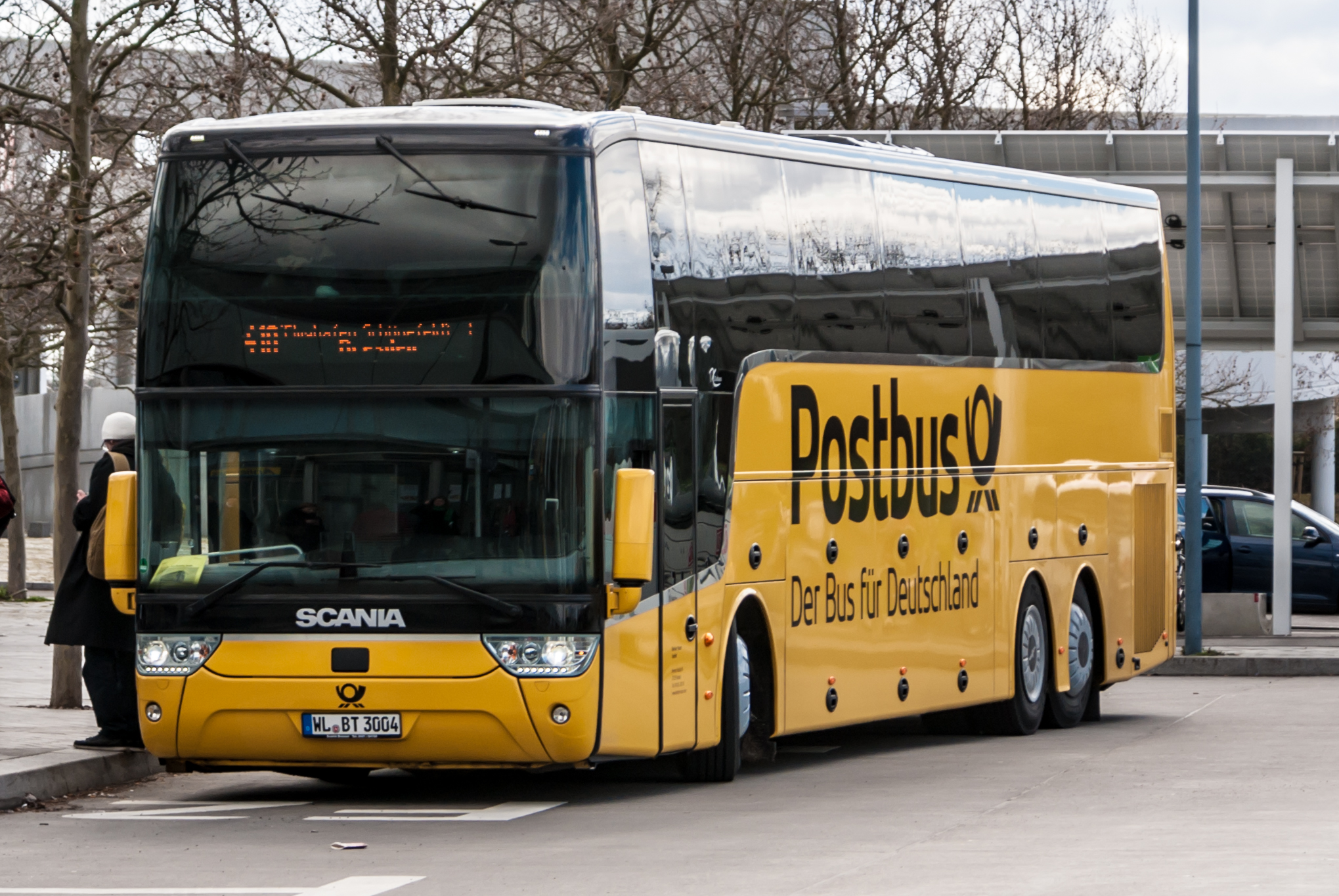
Die Deutsche Post gibt den Fernbusverkehr auf

- Kathmandu/Nepal: Pushpa Kamal Dahal von der Vereinigten Kommunistischen Partei Nepals wird mit 363 der 573 Stimmen im Parlament zum zweiten Mal zum Ministerpräsidenten gewählt.[7]
- Locarno/Schweiz: Das Internationale Filmfestival von Locarno beginnt. Den Pardo d'oro erhält Ralitza Petrowa. Der Prix du Public wird Ken Loach verliehen.
- München/Deutschland: Die Flixmobility GmbH übernimmt das Fernbusgeschäft der Deutsche Post Mobility GmbH. Damit fusionieren die beiden größten Anbieter auf dem deutschen Markt für Fernbusverkehr.[8]
- München/Deutschland: Der 7. Strafsenat des Oberlandesgerichts München verurteilt die Kroaten Zdravko Mustač und Josip Perković als Mitglieder des ehemaligen jugoslawischen Staatssicherheitsdienstes Služba državne bezbednosti (SDB) wegen der Ermordung des jugoslawischen Dissidenten Stjepan Đureković am 28. Juli 1983 in Wolfratshausen zu lebenslangen Freiheitsstrafen.[9]
- Pjöngjang/Nordkorea: Die nordkoreanische Volksarmee feuert aus der Provinz Hwanghae-namdo erstmals seit 1998 eine Mittelstreckenrakete vom Typ Rodong-1 als Test in die ausschließliche Wirtschaftszone (AWZ) Japans rund 250 km vor der Präfektur Akita. Der Sicherheitsrat der Vereinten Nationen will hierzu erneut in einer Sondersitzung zusammenkommen. Der japanische Ministerpräsident Shinzō Abe bezeichnet den Test als „unerhörte Aktion und eine ernste Bedrohung für die Sicherheit unseres Landes“.[10][11]
- Südafrika: Aus den Kommunalwahlen geht der ANC als stärkste Kraft hervor. Sein Stimmenanteil fällt von 61,9 % bei den letzten Wahlen 2011 auf rund 54 %. In der Metropolgemeinde Nelson Mandela Bay mit Port Elizabeth und in Pretoria gewinnt überraschend die Democratic Alliance (DA) die meisten Stimmen.[12]

### Donnerstag, 4. August 2016
- Brasília/Brasilien: Das Oberhaus des Nationalkongresses bewilligt, ein Verfahren zur Amtsenthebung der suspendierten Präsidentin Rousseff einzuleiten. Ob Rousseff ihres Amts enthoben wird, das entscheiden die Mitglieder des Oberhauses bis Anfang September.[13]
- Brasília/Brasilien: Die Umweltbehörde IBAMA verweigert dem Wasserkraftwerk São Luiz do Tapajós am Rio Tapajós die notwendige Umweltlizenz, ohne die das Projekt nicht gebaut werden darf.[14][15][16] Die indigene Gruppe der Munduruku und die Umweltschutzorganisation Greenpeace hatten gemeinsam gegen das von der Regierung geplante Projekt mobil gemacht.
- London/Großbritannien: Der Geldpolitische Ausschuss (MPC) der Bank of England senkt erstmals seit 2009 und infolge des Brexit-Schocks den Leitzins der Rückkaufvereinbarung (Repo Rate) von 0,50 % auf ein neues Rekordtief von 0,25 %.[17]
- London/Großbritannien: Ein 19-jähriger Somali greift in der englischen Hauptstadt sechs Menschen mit einem Messer an. Eine US-Amerikanerin stirbt, fünf weitere Personen werden schwer verletzt. Ein terroristisches Motiv wird ausgeschlossen.[18]

### Freitag, 5. August 2016

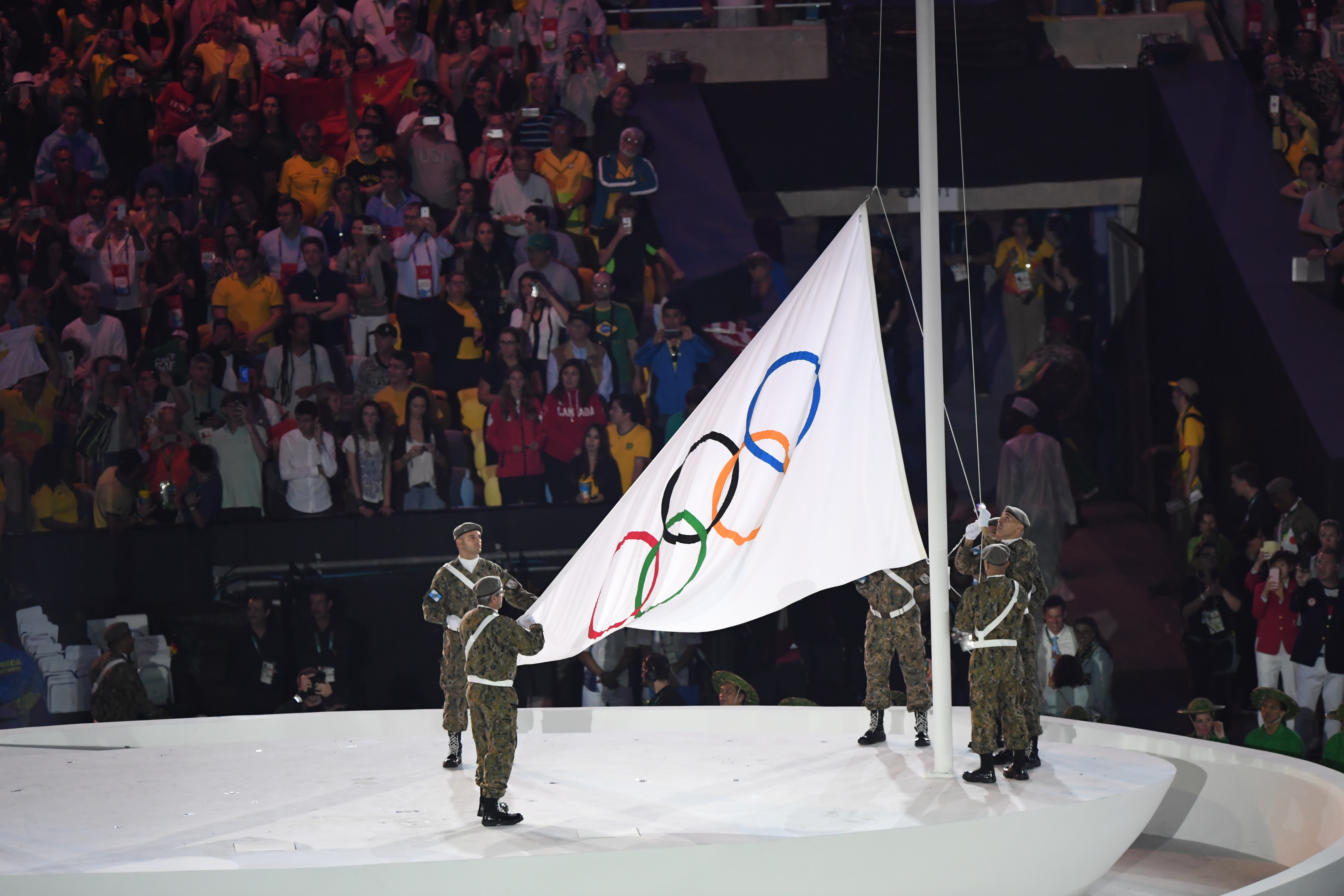
Hissen der olympischen Fahne

- Rio de Janeiro/Brasilien: Die Olympischen Spiele werden durch den Übergangspräsidenten Michel Temer offiziell eröffnet. Als Schlussläufer des Fackellaufs entzündet der Marathonläufer Vanderlei de Lima im Maracanã-Stadion das olympische Feuer.
- Camden/USA: Ein Einsturz einer Tribüne bei einem Konzert des US-Rappers Snoop Dogg fordert mindestens 42 Verletzte.

### Samstag, 6. August 2016
- Aleppo/Syrien: Die islamistisch-salafistischen Rebellenmilizen Ahrar al-Scham und Dschabhat Fatah al-Sham (vormals Al-Nusra-Front) melden nach drei Wochen lang andauernden Kämpfen, dass sie an einer Stelle im Südwesten den Belagerungsring der syrischen Streitkräfte durchbrochen haben.[19]
- Charleroi/Belgien: Ein Mann greift, nachdem er „Allahu Akbar“ gerufen hat, zwei Polizistinnen vor der Hauptwache mit einer Machete an und verletzt diese. Der Angreifer wird daraufhin von einem Polizisten niedergeschossen und stirbt.[20]
- Rouen/Frankreich: Bei einem Brand in der Bar Au Cubra Libre sterben bei einer privaten Geburtstagsfeier mindestens 13 Personen und sechs weitere werden verletzt.[21]
- Senkaku-Inseln/Japan: Japan reicht eine Protestnote bei der chinesischen Botschaft in Tokio ein und fordert den sofortigen Abzug von rund 230 Fischfangbooten sowie sechs Schiffen der chinesischen Küstenwache aus den Gewässern um die Senkaku-Inseln. Die fünf unbewohnten Inseln und drei Felsenriffe werden von China und Taiwan beansprucht und stehen unter japanischer Verwaltung.[22]
- Skopje/Mazedonien: Bei heftigen Regenfällen und Überschwemmungen sterben mindestens 20 Menschen und 22 weitere werden verletzt.[23]

### Sonntag, 7. August 2016
- Bangkok/Thailand: Die thailändischen Wähler stimmen in einem Referendum für die neue Verfassung, die der Nationale Rat für Frieden und Ordnung (NCPO) unter General Prayut Chan-o-cha vorgelegt hat.[24]
- Bonn/Deutschland: Das Internationale Paralympische Komitee (IPC) schließt das gesamte russische Team infolge des McLaren-Reports von den bevorstehenden Paralympischen Sommerspielen in Rio de Janeiro aus.[25]
- Istanbul/Türkei: Zu einer Kundgebung gegen den Putschversuch am 15. und 16. Juli versammeln sich mehrere 100.000 Menschen auf Einladung des türkischen Präsidenten, Recep Tayyip Erdoğan, auf dem Yenikapı-Platz im Stadtteil Fatih. An der Veranstaltung nehmen neben zahlreichen Anhängern der regierenden AKP auch die Oppositionsführer Kemal Kılıçdaroğlu von der CHP und Devlet Bahçeli von der MHP teil. Die Partei HDP wurde nicht eingeladen.[26]
- Marseille/Frankreich: Am Morgen werden zwei Männer von vier unbekannten Tätern mit Kalaschnikow-Sturmgewehren im 4. Arrondissement erschossen. Die Polizei geht von einem Verbrechen im Drogenmilieu aus.[27]
- Xalapa/Mexiko: Durch den Tropensturm Earl sterben im Osten Mexikos mindestens 40 Menschen.[28][29]

### Montag, 8. August 2016
- Bahir Dar/Äthiopien: Nach Angaben der Menschenrechtsorganisation Amnesty International und aus Diplomatenkreisen sterben bei schweren Ausschreitungen gegen die Regierung von Hailemariam Desalegn rund 50 bis 100 Menschen durch den bewaffneten Einsatz der Sicherheitskräfte, darunter allein 30 Menschen in Bahir Dar.[30]
- Quetta/Pakistan: Bei einem Bombenattentat auf ein Krankenhaus in der Hauptstadt der pakistanischen Provinz Belutschistan sterben mindestens 73 Menschen und weitere 200 werden verletzt.[31] Die Terrororganisation Islamischer Staat (IS) und die Tehrik-i-Taliban Pakistan bekennen sich zu dem Anschlag.[32]

### Dienstag, 9. August 2016
- Faizabad/Afghanistan: Die afghanische Luftwaffe fliegt Angriffe im Distrikt Ragh (Raghistan) in der Provinz Badachschan. Dabei werden nach Regierungsangaben 26 Taliban-Kämpfer getötet und zehn weitere verletzt.[33]
- Laschkar Gah/Afghanistan: Eine Offensive der Taliban und der neu aufgestellten Eliteeinheit Sara Khitta führt in der Provinz Helmand zu Geländegewinnen und hohen Flüchtlingszahlen. Die Provinzhauptstadt Laschkar Gah sei weitestgehend eingekesselt und die afghanischen Streitkräfte seien überfordert.[34][35]
- Manchester/Großbritannien: Der französische Fußballspieler Paul Pogba wird von Manchester United unter Vertrag genommen. Die Ablösesumme von umgerechnet 105 Millionen Euro an Juventus Turin ist die höchste, die jemals für einen Fußballspieler gezahlt wurde.[36]
- Montreal/Kanada: Eröffnung des 13. Weltsozialforums zu Themen wie Armut, Umweltschutz, Klimawandel, Steuerflucht und Flüchtlingspolitik.[37]

### Mittwoch, 10. August 2016
- Austin/Vereinigte Staaten: Forscher der britischen University of Birmingham und Ingenieure des deutschen Sicherheitsunternehmens Kasper & Oswald haben eine erhebliche Sicherheitslücke bei der Autoverriegelung über die Funkfernbedienung mittels Autoschlüssel (Automotive Remote Keyless Entry Systems) bei mehreren Autoherstellern festgestellt und präsentieren ihre Ergebnisse auf der auf Konferenz USENIX.[38][39]
- Belmopan/Belize: Legalisierung der praktizierten männlichen Homosexualität in Belize durch das Verfassungsgericht des Landes. Damit ist das Verbot homosexueller Handlungen in ganz Mittelamerika abgeschafft.[40]
- Diyarbakır/Türkei: Bei zwei Autobombenanschlägen auf Polizeifahrzeuge in Diyarbakır und in Mardin sterben neun Menschen und weitere 52 werden verletzt. Die türkische Regierung macht die Arbeiterpartei Kurdistans (PKK) hierfür verantwortlich.[41]
- Funchal/Portugal: Auf der portugiesischen Insel Madeira im Atlantik zerstören Waldbrände rund 150 Häuser. Drei Menschen kommen ums Leben.[42]

### Donnerstag, 11. August 2016
- Dangyang/China: Bei einer Explosion in einem Kohlekraftwerk der Madian Gangue Power Generation Co. Ltd. sterben 21 Menschen, fünf weitere werden verletzt. Explosionsursache ist eine geplatzte Hochdruck-Dampfleitung.
- Frankfurt am Main/Deutschland: Die Europäische Zentralbank (EZB) erteilt bei der Übernahme der deutschen Privatbank Hauck & Aufhäuser durch den chinesischen Mischkonzern Fosun mit Sitz in Shanghai keine Auflagen.[43]
- Gmund am Tegernsee/Deutschland: Erstmals beschließt eine deutsche Bank die negative Verzinsung der Guthaben auf Tagesgeld- und Girokonten. Betroffen sind Bestände von mehr als 100.000 Euro bei der Raiffeisenbank Gmund am Tegernsee eG. Die Sparschwemme, die bisher den Finanz- und Gütermarkt gehemmt hat, erreicht damit den deutschen Kontokorrentverkehr für Privatkunden.[44]
- Hua Hin/Thailand: In dem Touristenort Hua Hin in der Provinz Prachuap Khiri Khan ereignen sich an einer Straßenkreuzung zwei Explosionen, mindestens eine Person wird dabei getötet. Bei diesem und ähnlichen Ereignissen an weiteren Orten in Thailand werden insgesamt vier Menschen getötet und mindestens 22 weitere verletzt.[45]
- Moskau/Russland: Der russische Präsident Wladimir Putin wirft der Ukraine Terrorismus vor. Der Inlandsgeheimdienst FSB erklärt, dass ukrainische Saboteure am 7. und 8. Juli 2016 im Norden der Krim einen russischen Soldaten und einen FSB-Mitarbeiter getötet hätten.[46]
- Kiew/Ukraine: Präsident Petro Poroschenko versetzt die ukrainischen Streitkräfte an den Grenzen zu der von Russland annektierten Krim und zu den von pro-russischen Separatisten in Teilen kontrollierten Oblasten Donezk und Luhansk in höchste Kampfbereitschaft.[47]

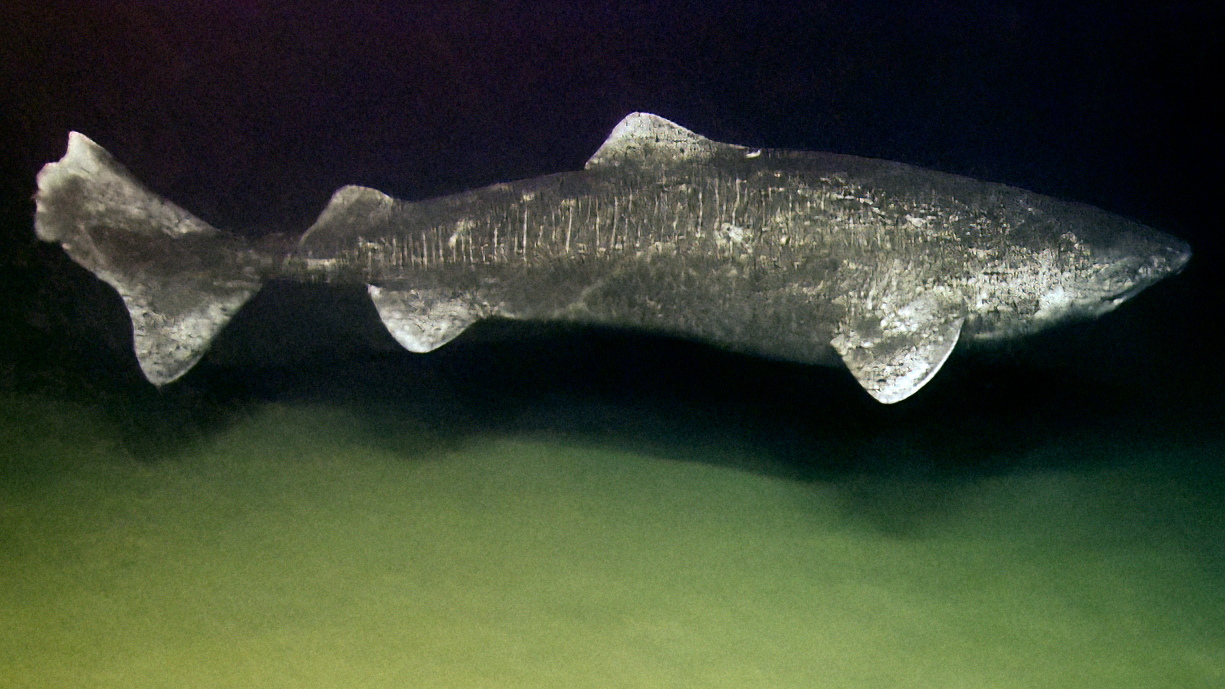
Grönlandhai (Somniosus microcephalus)

- Kopenhagen/Dänemark: Ein Forscherteam um Julius Nielsen von der Universität Kopenhagen identifiziert den Grönlandhai als weltweit langlebigstes Wirbeltier.[48][49]
- Lusaka/Sambia: Bei den allgemeinen Wahlen in Sambia wird der amtierende Staatspräsident Edgar Lungu von der Patriotic Front wiedergewählt. Auf ihn entfallen rund 100.000 Stimmen mehr als auf Hakainde Hichilema (UPND), der zum vierten Mal zur Wahl des Staatsoberhaupts antritt.[50]

### Freitag, 12. August 2016
- Bangkok/Thailand: Nach der Explosion von Sprengsätzen in Hua Hin am Vortag folgt eine Serie von acht Bombenanschlägen. Betroffen sind die Städte Phuket, Phang-nga, Surat Thani und Trang. Dabei sterben insgesamt mindestens vier Menschen und mehr als 30 werden verletzt.[51]
- New York/Vereinigte Staaten: Der Sicherheitsrat der Vereinten Nationen verabschiedet eine von den Vereinigten Staaten eingebrachte Resolution für eine 4.000 Blauhelmsoldaten umfassende Regional Protection Force in Juba im Südsudan im Rahmen der United Nations Mission in the Republic of South Sudan (UNMISS) bis zum 15. Dezember 2016.[52]
- Parañaque City/Philippinen: In einer Haftanstalt werden zehn Häftlinge bei einer Granatexplosion getötet und der Leiter der Haftanstalt, Gerald Bantag, wird schwer verletzt. Die Behörde für Gefängnisverwaltung und Strafrecht (BJMP) hält einen Ausbruchsversuch für möglich.[53]
- Taipeh/China: Die chinesische Wettbewerbsbehörde (Fair Trade Commission) hat der Übernahme des japanischen Elektronikkonzerns Sharp durch Foxconn (Hon Hai Precision Industry Co., Ltd.) zugestimmt. Danach zahlt Foxconn 388 Milliarden Yen (3,4 Milliarden Euro) für einen 66-%-Anteil an Sharp.[54]
- La Palma/Spanien: Ein Waldbrand auf der spanischen Insel im Atlantik wird nach neun Tagen unter Kontrolle gebracht. Das Feuer vernichtete 50 km² Wald, ein Forstmitarbeiter kam bei der Brandbekämpfung ums Leben. Verursacher des Waldbrands war ein 27-jähriger deutscher Aussteiger, der nach eigenen Angaben sein Toilettenpapier verbrennen wollte.[55]

### Samstag, 13. August 2016
- Pathein/Myanmar: Aufgrund von seit Wochen andauernden Monsun-Regenfällen sterben durch Überschwemmungen mindestens drei Menschen und etwa 430.000 Menschen haben ihre Häuser in Nord- und Zentral-Myanmar verlassen. Stark betroffen ist auch die Irawadi-Region.[56]
- Sa'da/Jemen: Bei einem Luftangriff der Royal Saudi Air Force auf eine Schule in einem Ort im Distrikt Razih sterben nach Angaben der Hilfsorganisation Ärzte ohne Grenzen 19 Menschen, darunter mindestens zehn Kinder.[57][58]
- Sennwald/Schweiz: Ein 27-jähriger Schweizer greift mit einem Messer sowie mit einer brennbaren Flüssigkeit bewaffnet mehrere Passagiere in einem Zug der Südostbahn auf dem Streckenabschnitt zwischen Buchs und Salez an. Am selben Tag erliegen eine angegriffene Person und der Täter ihren Verletzungen. Fünf weitere Personen werden schwer verletzt, von denen eine Person am 31. August sterben wird. Anzeichen für ein terroristisches oder politisches Motiv gibt es bislang nicht.[59][60]
- Beni/DR Kongo: Bei einem Angriff der aus Uganda stammenden Allied Democratic Forces (ADF), einer Organisation der islamistischen Tablighi Jamaat, werden mindestens 40 Menschen mit Gewehren und Macheten im Vorort Rwangoma in der Provinz Nord-Kivu getötet.[61][62]
- Monroe/Vereinigte Staaten: Bei Überschwemmungen in Louisiana kommen vier Menschen ums Leben.[63]

### Montag, 15. August 2016
- Atmeh/Syrien: Bei einem Selbstmordanschlag auf einen Bus, der Kämpfer der Faylaq Al-Sham und Harakat Nour al-Din al-Zenki aus der Türkei in die Provinz Idlib schleuste, sterben nach Angaben der Syrischen Beobachtungsstelle für Menschenrechte mindestens 32 Menschen und weitere 50 werden verletzt. Die Terrormiliz Islamischer Staat (IS) bekennt sich zu dem Anschlag.[64][65]
- Bismil/Türkei: Bei einem Autobombenanschlag auf ein Gebäude der Verkehrspolizei an der Fernstraße D-370 bei Bismil in der Provinz Diyarbakır werden fünf Polizisten und zwei weitere Personen getötet und 20 weitere verletzt. Den Auftrag gab den Tätern nach türkischen Angaben die Arbeiterpartei Kurdistans (PKK).[66]
- Arequipa/Peru: Ein Erdbeben der Stärke 5,3 Mw fordert mindestens neun Todesopfer und mehr als 40 Verletzte. Bereits 2001 wurde die Region von einem Erdbeben heimgesucht.

### Dienstag, 16. August 2016
- Berlin/Deutschland: Die Rundfunkanstalt ARD veröffentlicht eine vertrauliche Stellungnahme des Bundesministeriums des Innern, der zufolge die Bundesrepublik Deutschland die türkische Regierung zu den verdeckten Unterstützern der Terrororganisationen Islamischer Staat und Hamas zählt. Die Antwort geht auf eine Anfrage aus den Reihen der Linken zurück und stützt sich auf Einschätzungen des Bundesnachrichtendienstes (BND).[67]
- Changwon/Südkorea: Bei einer mutmaßlichen Gasexplosion auf einem südkoreanischen U-Boot im Marinestützpunkt Jinhae sterben drei Seeleute und ein weiterer wird verletzt.[68]
- Hamadan/Iran: Nach einer bilateralen Vereinbarung starten erstmals auch russische Mittelstreckenbomber vom Typ Tu-22M3 und Su-34-Jagdbomber im Rahmen des Militäreinsatzes in Syrien von dem iranischen Luftwaffenstützpunkt Hamadan.[69]
- Kosmodrom Jiuquan/China: Eine Trägerrakete vom Typ Langer Marsch 2D bringt den Forschungssatelliten Mozi (Micius) in eine erdnahe Umlaufbahn in rund 500 km Höhe. Mozi entstand im Rahmen des austro-chinesischen Projekts Quantum Experiments Space Scale (QESS) und ist der erste Satellit für abhörsichere Quantenkommunikation zwischen Weltraum und den Bodenstationen in China und Österreich.[70]

### Mittwoch, 17. August 2016

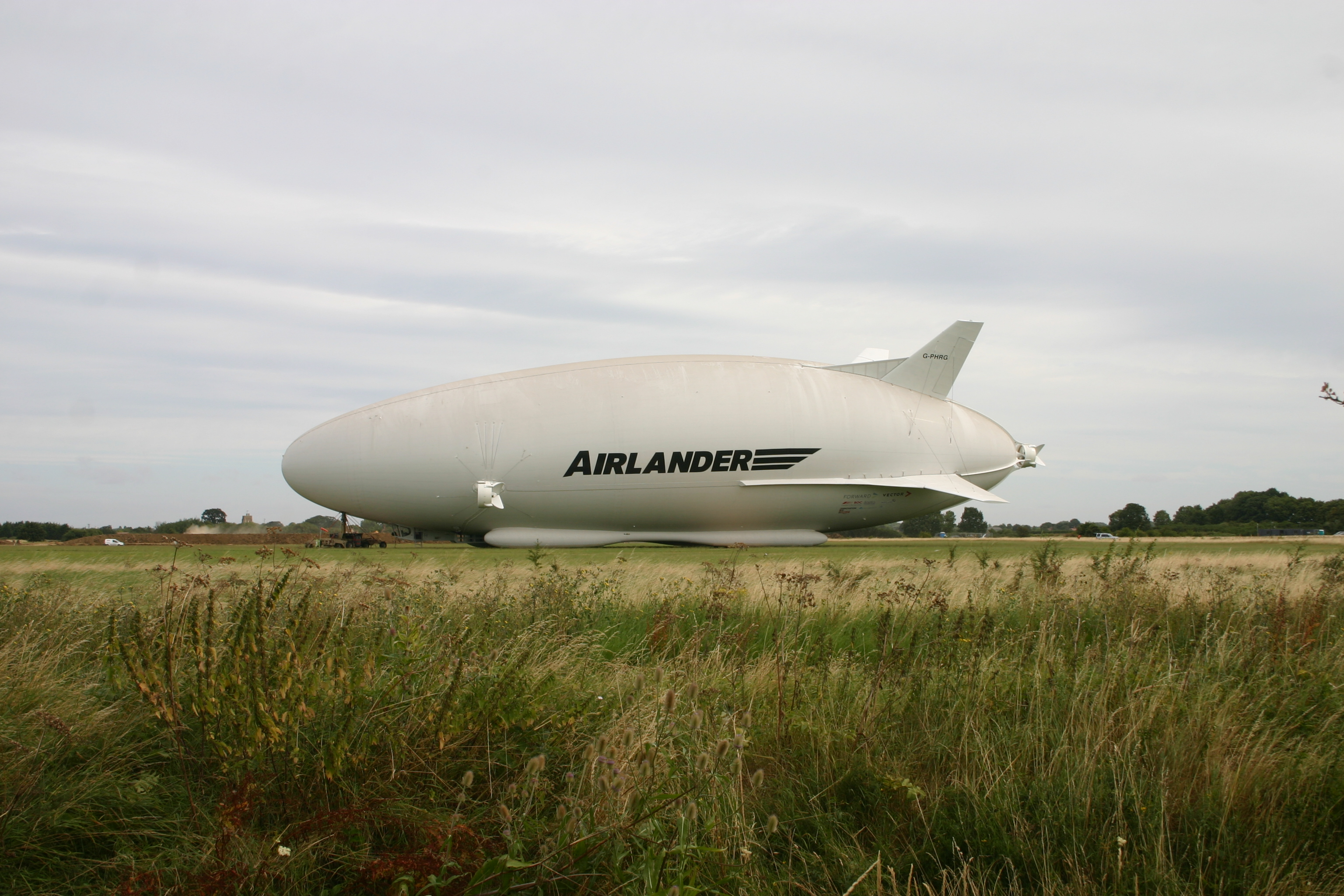
Airlander 10

- Bedford/Großbritannien: Das zu diesem Zeitpunkt längste Fluggerät der Welt – das 92 m lange Hybridluftschiff Airlander 10 – absolviert von dem ehemaligen Militärflugplatz Cardington aus seinen Jungfernflug.[71]
- Beni/DR Kongo: Bei einer Demonstration gegen die Regierung sterben drei Menschen. Die Menge versammelte sich aus Protest gegen die seit Jahren seitens der aus Uganda stammenden Alliierten Demokratischen Kräfte (ADF) verübten Massaker. Beim letzten dieser Massenmorde kamen vier Tage zuvor rund 50 Menschen ums Leben.[72]
- Berlin/Deutschland: Ein Sprecher des Bundesverteidigungsministeriums gibt eine erneute Waffenlieferung an die kurdischen Peschmerga-Kämpfer in Erbil im Nordirak im Kampf gegen die Terrormiliz Islamischen Staat (IS) bekannt. Insgesamt wurden 70 Tonnen Rüstungsgüter, darunter 1500 Sturmgewehre HK G36, 100 Panzerabwehr-Lenkraketen vom Typ Milan und drei gepanzerte Fahrzeuge vom Typ Dingo 1, geliefert.[73]
- Sankt Petersburg/Russland: Die Anti-Terroreinheit SOBR (СОБР) hat im Süden der Stadt in einem 16-geschossigen Wohnhaus eine Razzia durchgeführt und dabei vier mutmaßliche Islamisten aus dem Nordkaukasus getötet.[74]
- Van/Türkei: Bei einem nächtlichen Autobombenanschlag sterben mindestens drei Personen. Andere Medienberichte geben sechs Todesopfer an. Über 40 Personen werden verletzt. Die Bombe detonierte vor einem Polizeigebäude. Die türkische Regierung macht die Arbeiterpartei Kurdistans (PKK) und die Gülen-Bewegung für die Anschläge verantwortlich.[75]
- Cajon Pass/Vereinigte Staaten: Der verheerendste der kalifornischen Großbrände hat bereits über 130 km² Landfläche verwüstet und ist weiterhin außer Kontrolle.[76]

### Donnerstag, 18. August 2016
- Baton Rouge/Vereinigte Staaten: Die Überschwemmungen in Louisiana halten seit sechs Tagen an. Die Behörden bestätigen 13 Todesopfer.[77]
- Elazığ/Türkei: Bei einem Autobombenanschlag auf dem Parkplatz des Polizeipräsidiums sterben mindestens drei Personen. Die Zahl der Verletzten liegt nach Angaben der türkischen Nachrichtenagentur DHA bei über 100. Wenige Stunden später kommen bei einem Anschlag auf einen Militärkonvoi in der Provinz Bitlis vier Soldaten ums Leben und sechs weitere werden verletzt.[78][79]
- San Juan/Puerto Rico: Nach dem Ausbruch eines Feuers im Maschinenraum des unter panamesischer Flagge fahrenden RoRo-Schiffs Caribbean Fantasy der Reederei American Cruise Ferries werden 512 Passagiere, überwiegend aus der Dominikanischen Republik, evakuiert. Etwa die Hälfte wurde verletzt.[80] Das Schiff lief auf Grund.[81]
- Veracruz/Mexiko: Mitglieder der Aktivistengruppe Colectivo Solecito entdecken nahe der Ortschaft Colinas de Santa Fe ein Massengrab mit rund 60 Leichen und Spezialkräfte der Bundespolizei helfen bei der Exhumierung. Die Mitglieder von Colectivo Solecito machen kriminelle Organisationen und staatliche Sicherheitskräfte für das Verschwinden verantwortlich.[82]

### Freitag, 19. August 2016
- Berlin/Deutschland: Der ukrainische Botschafter in Deutschland, Andrij Melnyk, bittet im Deutschlandfunk Europa und Deutschland um die Lieferung defensiver Waffen, darunter Artillerie-Ortungssysteme und Fahrzeuge zum Transport von Verwundeten. Die Kampfhandlungen im Krieg in der Ukraine nehmen wieder zu.[83]
- Decatur/Vereinigte Staaten: Die staatliche Gesundheitsbehörde CDC rät wegen der Zika-Virus-Epidemie Schwangeren und ihren Partnern von Reisen nach Süd-Florida (Miami-Dade County einschließlich Miami Beach) ab. In den Vereinigten Staaten sind bislang 2.260 Zika-Fälle registriert – darunter 529 bei Schwangeren.[84]
- Dar Taaza/Syrien: Im Rahmen des Militäreinsatzes in Syrien feuert die russische Seekriegsflotte Kalibr-Marschflugkörper von den Korvetten Seljony Dol und Serpuchow auf Kommandoposten, Munitionsdepots und Waffenfabriken der Al-Nusra-Front.[85]

### Samstag, 20. August 2016
- Chanabad/Afghanistan: Die radikalislamistischen Taliban erobern die Stadt Chanabad in der Provinz Kunduz von den afghanischen Streitkräften.[86]
- Gaziantep/Türkei: Bei einem Selbstmordanschlag auf eine Hochzeitsgesellschaft im von Kurden geprägten Stadtteil Şahinbey werden mindestens 54 Menschen getötet und Dutzende verletzt. Der Gouverneur der Provinz Gaziantep, Ali Yerlikaya, spricht von einem Terroranschlag.[87]
- Manila/Philippinen: Die Regierung unter Rodrigo Duterte sowie Vertreter der kommunistischen Guerillabewegung Nuevo Ejército del Pueblo (NPA) rufen vor den Gesprächen zur Beendigung des kommunistischen Revolutionskampfs eine Waffenruhe aus. Die Friedensgespräche beginnen in der nächsten Woche.[88]
- New York/Vereinigte Staaten: Die Vereinten Nationen räumen erstmals eine (Mit-)Verantwortung für den Ausbruch der Cholera in Haiti ab 2010 ein. Der Krankheitserreger war nach Ansicht vieler Epidemiologen durch nepalesische UN-Soldaten ins Land eingeschleppt worden.[89]
- Wolfsburg/Deutschland: Im Streit zwischen dem Automobilkonzern Volkswagen und den Zulieferern ES Automobilguss aus Schönheide und Car Trim aus Plauen (beide gehören zur Prevent DEV) setzt VW aufgrund fehlender Lieferungen von Sitzbezügen und Getriebegehäusen im VW-Werk Wolfsburg die Produktion des VW Golf VII aus. Zudem gibt es Produktionsengpässe in den Werken Emden, Kassel und Zwickau.[90]

### Sonntag, 21. August 2016
- Gaalkacyo/Somalia: Bei zwei Autobombenanschlägen der islamistischen al-Shabaab sterben mindestens 15 Menschen, darunter die zwei Selbstmordattentäter.[91]
- Nasiriya/Irak: 36 zum Tode verurteilte Männer werden wegen des Massakers von Tikrit 2014 im Gefängnis von Nasiriya hingerichtet.[92]

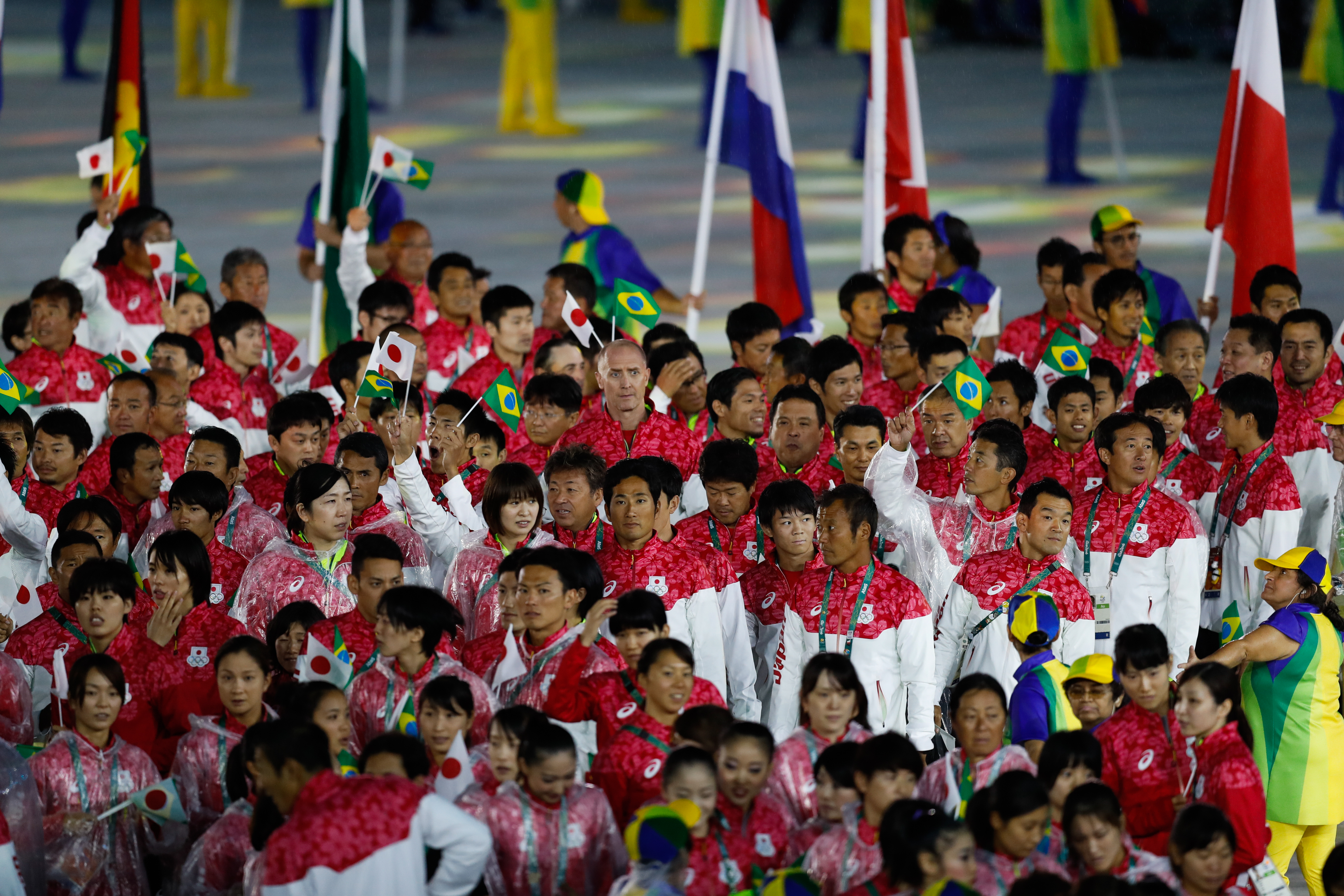
Einlauf der Nationen bei der Abschlusszeremonie der Olympischen Sommerspiele 2016 in Rio

- Rio de Janeiro/Brasilien: Abschlussfeier der Olympischen Sommerspiele. Die erfolgreichste Nation sind die Vereinigten Staaten mit 121 Medaillen. 42 Medaillen gehen nach Deutschland, sieben in die Schweiz, eine nach Österreich.

### Montag, 22. August 2016
- Ventotene/Italien: Gipfeltreffen zwischen dem italienischen Ministerpräsidenten Matteo Renzi, der deutschen Bundeskanzlerin Angela Merkel und Frankreichs Präsident François Hollande auf dem italienischen Flugzeugträger Giuseppe Garibaldi vor der Insel Ventotene.[93]
- Den Haag/Niederlande: Vor dem Internationalen Strafgerichtshof (IStGH) bekennt sich das frühere Mitglied der islamistischen Ansar Dine, Ahmad Al Faqi Al Mahdi, für schuldig, im Juni 2012 in Timbuktu die Haager Kulturgut-Konvention gebrochen zu haben. Er verantwortet die Zerstörung von neun Grabmalen und eines Teils der Sidi-Yahia-Moschee.[94][95]
- München/Deutschland: Die deutschen Rüstungskonzerne Rheinmetall und Krauss-Maffei Wegmann (KMW) erhalten aus Litauen den Zuschlag für einen Auftrag zur Lieferung von insgesamt 88 Transportpanzern des Typs GTK Boxer bis 2021 im Umfang von 390 Millionen Euro.[96]
- Wien/Österreich: Wegen einer PKK-nahen Demonstration in Wien ruft die Türkei ihren Botschafter in Österreich zurück. Außenminister Mevlüt Çavuşoğlu (AKP) über die Politik Österreichs: „Sie unterstützen eine Terrororganisation, die die Türkei angreift.“[97]

### Dienstag, 23. August 2016
- Nordostsyrien: Im Bürgerkrieg in Syrien einigen sich Kurden und die von Baschar al-Assad befehligte Syrische Armee auf einen Waffenstillstand. Vorausgegangen waren tagelange Gefechte v. a. um die Stadt al-Hasaka.[98]
- Wolfsburg/Deutschland: Die vom Lieferstreik der Prevent DEV betroffenen Werke der Volkswagen AG bereiten schrittweise die Wiederaufnahme der Produktion vor, nachdem der Autobauer und sein Zulieferer ihre Streitigkeiten beilegen konnten.[99]
- Luckenwalde/Deutschland: Einer Asylbewerberin wird ihr Praktikumsplatz im Rathaus von Luckenwalde entzogen, weil sie mit Kopftuch zum Dienst erschienen ist. Die Behörde wertet das Tragen der Kopfbedeckung als Verletzung der religiösen Neutralität.[100]

### Mittwoch, 24. August 2016
- Accumoli/Italien: Ein schweres Erdbeben der Stärke 6,2 MW fordert mindestens 290 Tote und mehrere Verletzte. Noch werden jedoch zahlreiche Personen vermisst. Den Ort Amatrice trifft das Beben besonders schwer.[101]
- Hamhŭng/Nordkorea: Nahe der Hafenstadt Sinp'o-shi (Sinpo) erfolgt nach April 2016 erneut der Abschuss einer U-Boot-gestützten ballistischen Rakete (SLBM) der nordkoreanischen Volksmarine entgegen internationaler Vereinbarungen. Die Rakete vom Typ KN-11 Nodong-D fliegt rund 500 km in Richtung der japanischen Air Defense Identification Zone (ADIZ).[102]
- Havanna/Kuba: Die kolumbianische Regierung und die Revolutionären Streitkräfte Kolumbiens (Farc) schließen Frieden. Über den ausgehandelten Vertrag soll das Volk in einem Referendum abstimmen. Damit rückt das Ende des kolumbianischen Guerilla- und Drogenkriegs nach 52 Jahren in greifbare Nähe.[103]
- Kabul/Afghanistan: Die Amerikanische Universität in Afghanistan (AUAF) wird von Terroristen angegriffen. Mutmaßlich sind damit Hunderte Personen im Gebäude eingeschlossen. 15 Menschen kommen ums Leben.[104][105]
- Karkamış/Türkei: Nach türkischen Luftangriffen auf Stellungen der Terrormiliz Islamischer Staat (IS) nördlich der syrischen Stadt Manbidsch überqueren im Rahmen der Operation Schutzschild Euphrat auch türkische Bodentruppen und rund 1.500 Rebellen der Freien Syrischen Armee (FSA) die türkisch-syrische Grenze und dringen in das Gouvernement Aleppo mit mehreren Panzerfahrzeugen und schweren Geschützen ein. Diese sollen die syrische Stadt Dscharābulus einnehmen. Die Offensive richtet sich sowohl gegen den IS wie die – von der US-Armee unterstützten – kurdischen Volksverteidigungseinheiten (YPG).[106]
- Pattani/Thailand: Bei der Detonation einer Autobombe vor dem Southern View Hotel kommen zwei Personen ums Leben und 40 weitere werden verletzt. In der mehrheitlich von Malaien bewohnten Region häufen sich seit 2004 Gewaltakte gegen die Regierung.[107]

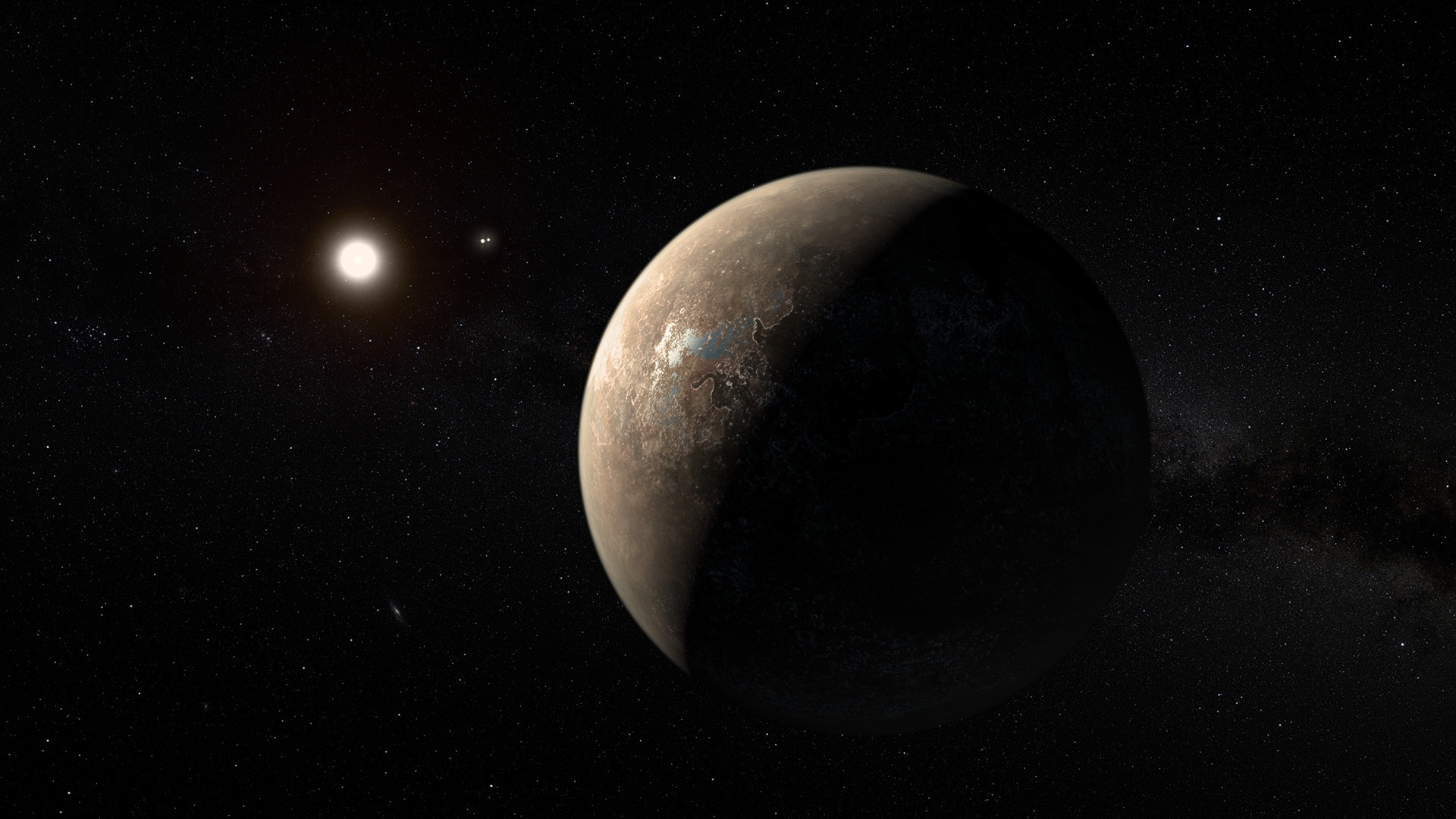
Die Illustration zeigt den Stern Proxima Centauri und ein mögliches Aussehen des Planeten Proxima Centauri b (Vordergrund).

- Santiago de Chile/Chile: Die Europäische Südsternwarte (ESO) entdeckt mit Hilfe der Radialgeschwindigkeitsmethode und von Messungen mit dem HARPS sowie dem UVES-Sektrographen des VLT, beide in Chile, den erdnächsten Exoplaneten Proxima Centauri b. Er umläuft seine Sonne, einen Roten Zwerg, in der habitablen Zone.[108][109]
- Nyaung U/Myanmar: Bei einem Erdbeben der Stärke 6,8 Mw in der Region Mandalay kommen drei Menschen ums Leben. In der historischen Königsstadt Bagan werden über 200 Pagoden beschädigt.[110]

### Donnerstag, 25. August 2016
- Allentsteig/Österreich: Eine Fotofalle erfasst die erste Wolfsfamilie, die seit der Ausrottung der Tierart im Jahr 1882 in Österreich gesichtet wurde. Nachdem sich Wolfssichtungen in den vergangenen Jahren häuften, sind die Jungtiere nach über 130-jähriger Unterbrechung der erste erwiesene Nachwuchs wildlebender Wölfe in Österreich.[111][112]
- Chimay/Belgien: Bei einer Explosion von Gasflaschen im Sportzentrum Le Châlon kommt eine 45-jährige Person ums Leben. Vier weitere Menschen werden verletzt, davon zwei schwer.[113]

### Freitag, 26. August 2016

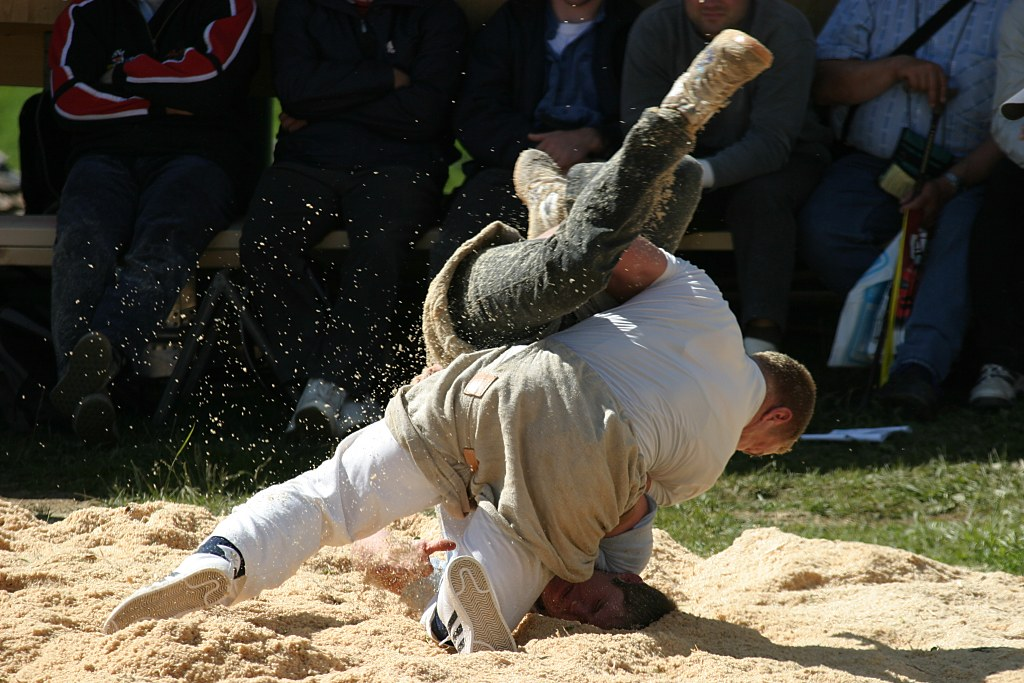
Schweizer beim Schwingen

- Cizre/Türkei: Bei einem Autobombenanschlag in der südosttürkischen Stadt werden mindestens elf Menschen getötet und zahlreiche weitere verletzt.[114]
- Estavayer-le-Lac/Schweiz: Das Eidgenössische Schwing- und Älplerfest beginnt.
- Mogadischu/Somalia: Die Detonation einer Autobombe tötet in einem Restaurant am Lido-Strand mindestens zehn Menschen. Die Polizei erschießt die Angreifer, die der islamistischen Miliz al-Shabaab angehörten.
- Panduro/Bolivien: Während seines Besuchs bei streikenden Minenarbeitern des Verbandes der Bergarbeiter-Genossenschaften (Fencomin) wird Boliviens stellvertretender Innenminister Rodolfo Illanes (MAS) verschleppt und kurze Zeit später erschlagen.[115]
- Paris/Frankreich: Das Oberste Verwaltungsgericht hebt das durch den Bürgermeister im Badeort Villeneuve-Loubet wegen Gefährdung der Sicherung von Frieden und Ordnung verhängte Burkini-Verbot vom 5. August 2016 auf. Das Verfahren vor dem Verwaltungsgericht wurde von der Französischen Liga für Menschenrechte (LDH) in Gang gebracht.[116]
- Warschau/Polen: Treffen der Ministerpräsidenten der Visegrád-Gruppe u. a. zu den Themen Migration und Terrorismus.[117]
- Istanbul/Türkei: Die Yavuz-Sultan-Selim-Brücke, mit 58,5 m die breiteste Hängebrücke der Welt, wird für den Verkehr freigegeben.[118]

### Samstag, 27. August 2016
- Horqueta/Paraguay: Unbekannte greifen eine Patrouille der Streitkräfte Paraguays an und töten acht Soldaten. Mutmaßlich handelt es sich bei den Angreifern um Mitglieder der Gruppe Ejército del Pueblo Paraguayo, die sich als kommunistisch bezeichnet.[119]
- Libreville/Gabun: Bei den Präsidentschaftswahlen wird der als Favorit geltende Präsident Ali-Ben Bongo Ondimba (PDG) wiedergewählt, dem Führer der Opposition vorhalten, dass er als gebürtiger Nigerianer nicht die gesetzlichen Voraussetzungen für die Präsidentschaft erfülle.[120][121]
- Moskau/Russland: Bei einem Brand in einem vierstöckigen Lagerhaus einer Druckerei in einem Industriegebiet im Norden der Hauptstadt sterben 17 Gastarbeiterinnen aus Kirgisistan.[122]
- Tunis/Tunesien: Mit 167 von 194 Stimmen bestätigt die Abgeordnetenkammer die neue Einheitsregierung von Ministerpräsident Youssef Chahed von der Partei Nidaa Tounes.[123]

### Sonntag, 28. August 2016
- Bad Godesberg/Deutschland: Saudi-Arabien gibt die Schließung der 1995 gegründeten König-Fahd-Akademie in Lannesdorf bis Ende 2016 bekannt. Zudem werden die Planungen für eine weitere Akademie in Berlin-Charlottenburg gestoppt.[124]
- Dscharābulus/Syrien: Bei türkischen Luftangriffen auf Stellungen der Demokratische Kräfte Syriens (SDF) sterben in den Dörfern Jubb al-Kusa (Dscheb al-Kussa) und al-Amarneh südlich von Dscharabulus mindestens 35 Menschen und weitere 15 werden verletzt.[125]
- New York City/Vereinigte Staaten: Bei den 33. MTV Video Music Awards lässt Sängerin und Songwriterin Beyoncé die Konkurrenz achtmal hinter sich, u. a. in der Kategorie Video of the Year.
- Sirte/Libyen: Rund 1.000 Soldaten der regulären Armee und der Misrata-Miliz unter dem Kommando der Einheitsregierung von Aguila Saleh Issa dringen in zwei von der Terrororganisation Islamischer Staat (IS) beherrschte Stadtviertel ein. Unterstützt wird die erneute Offensive durch Luftangriffe der US-Streitkräfte. Nach heftigen Kämpfen sind nach Angaben eines Lazaretts 34 libysche Kämpfer getötet und mehr als 180 verletzt worden.[126]

### Montag, 29. August 2016
- Aden/Jemen: Bei einem Autobombenanschlag auf ein Rekrutierungszentrum der Armee sterben mindestens 54 Menschen und mindestens 67 weitere werden verletzt. Die Terrororganisation Islamischer Staat (IS) bekennt sich zu dem Anschlag.[127]
- Brüssel/Belgien: Auf dem Gelände des Kriminaltechnologischen Instituts explodiert eine Autobombe. Beim Anschlag bleibt das Tatfahrzeug im Zaun vor dem Labor stecken.[128]
- Sustenpass/Schweiz: Ein Kampfflugzeug vom Typ F/A-18C/D der Schweizer Luftwaffe stürzt im hochalpinen Gelände ab. Der Pilot wird am 31. August tot aufgefunden.[129][130]

### Dienstag, 30. August 2016
- Bischkek/Kirgisistan: Bei einem Autobombenanschlag verletzt ein Selbstmordattentäter vor der chinesischen Botschaft drei kirgisische Angestellte.[131]
- Brüssel/Belgien: Die dänische EU-Wettbewerbskommissarin Margrethe Vestager hat die irische Regierung aufgefordert, die in den Jahren 2003 bis 2014 dem US-amerikanischen Elektronikkonzern Apple gewährten Steuervergünstigungen in Höhe von 13 Milliarden Euro plus Zinsen zurückzufordern. Die Nachlässe waren nach den EU-Beihilfevorschriften unzulässig, weil Apple dadurch wesentlich weniger Körperschaftsteuern zahlen musste als andere Unternehmen.[132]
- Mittelmeer: Die italienische Küstenwache kommt in den Gewässern vor Libyen binnen 24 Stunden rund 6.500 Flüchtlingen zur Hilfe, die nach Europa übersetzen wollen. An der Rettungsaktion sind ebenso die italienische Marine, Frontex-Einheiten sowie private Akteure beteiligt.[133]

### Mittwoch, 31. August 2016

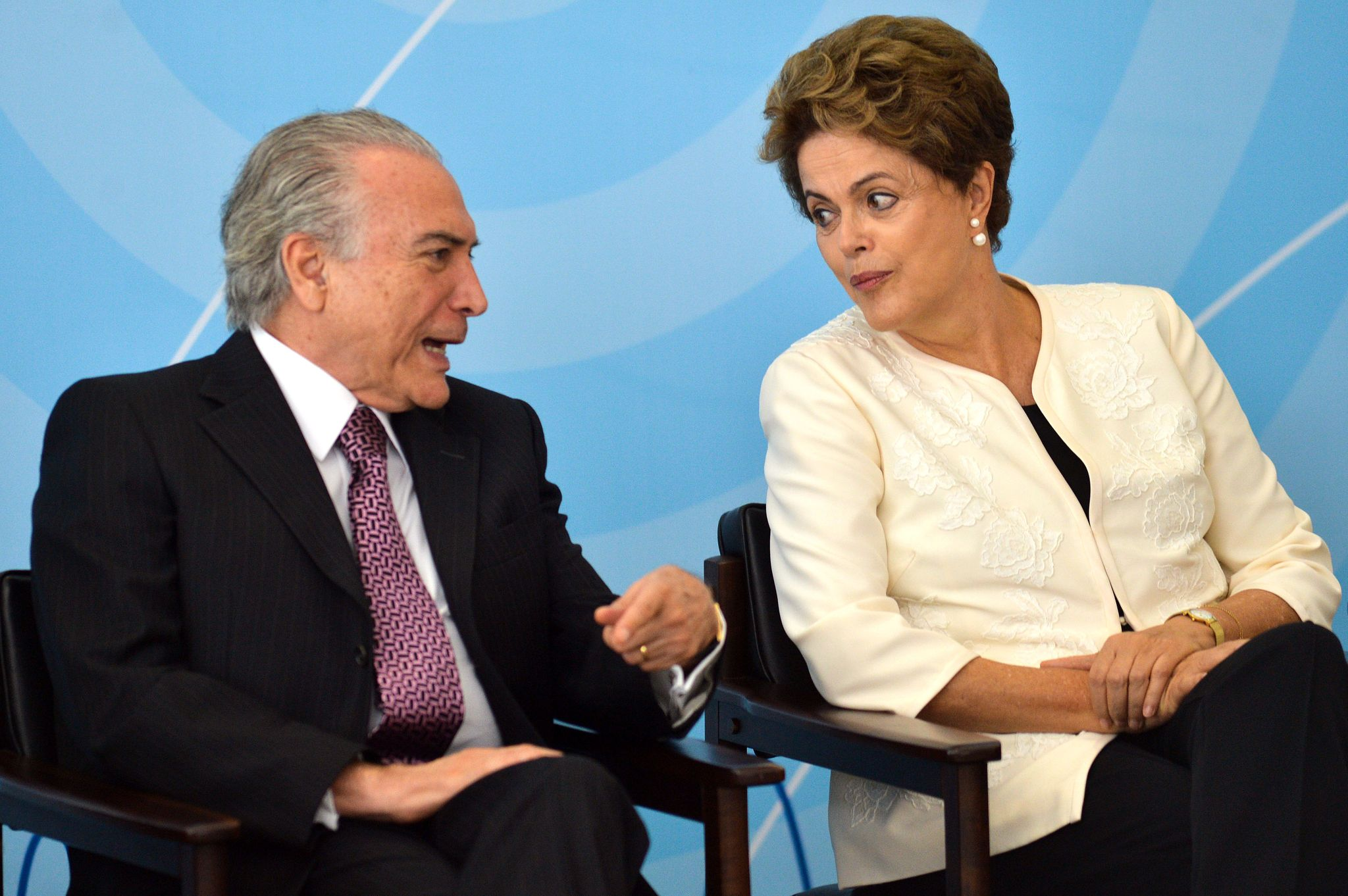
Michel Temer, Dilma Rousseff

- Brasília/Brasilien: Das Oberhaus enthebt die seit dem 12. Mai suspendierte Staatspräsidentin Rousseff (Arbeiterpartei) per Abstimmung ihres Amts. Als Präsident folgt ihr – da die brasilianische Verfassung für diese Angelegenheit keine Neuwahlen vorsieht – der bisherige Übergangspräsident Michel Temer (PMDB).[134]
- Madrid/Spanien: Der geschäftsführende spanische Regierungspräsident Mariano Rajoy (PP) verliert eine erste von zwei Vertrauensabstimmungen im Parlament. Die Bildung der nationalen Regierung verläuft seit acht Monaten ohne Ergebnis und nach den Neuwahlen im Juni 2016 scheinen wiederum neue Parlamentswahlen notwendig zu sein.[135]
- Venedig/Italien: Das Musical La La Land von Damien Chazelle eröffnet das 73. Internationale Filmfestival. Mit dem Leone d'Oro wird in diesem Jahr der Film „The Woman Who Left“ von Lav Diaz prämiert.
- Libreville/Gabun: Die Wahlkommission verkündet das Ergebnis der Präsidentschaftswahl vom 27. August, das den bisherigen Präsidenten Ali Bongo im Amt bestätigt. In den späten Abendstunden wird das Gebäude der Nationalversammlung in Brand gesteckt, wenig später stürmen Sicherheitskräfte die Zentrale des Oppositionskandidaten Jean Ping.[136]

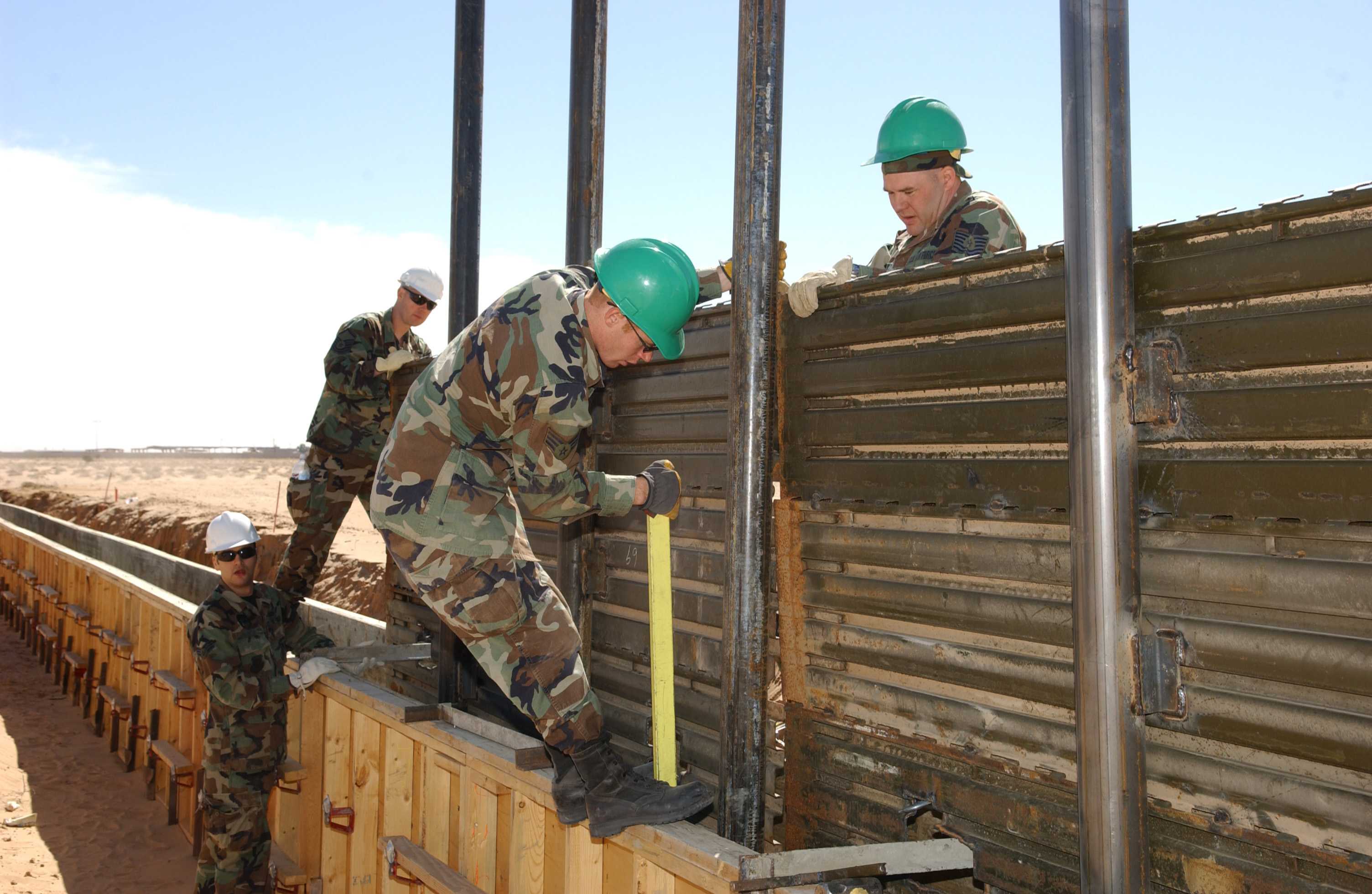
2007 wurde bei San Luis, AZ ein Grenzzaun errichtet. Trump verspricht eine Mauer.

- Phoenix/Vereinigte Staaten: In einer Rede zur Immigration kündigt der Kandidat der Republikanischen Partei für die Wahl zum 45. US-Präsidenten am 8. November 2016, Donald Trump, an: „Wir werden eine großartige Mauer entlang der Südgrenze (Anm.: der USA) bauen. Und Mexiko wird die Mauer bezahlen. Hundert Prozent.“[137]
- Präfektur Iwate/Japan: Als der Taifun Lionrock auf die Küsten von Hokkaidō und Nord-Honshū trifft, kommen durch die darauffolgenden Überschwemmungen mindestens elf Menschen ums Leben. Die meisten Opfer (neun) werden in Iwaizumi, Iwate, geborgen.[138]
- Karlsruhe/Deutschland: Die Initiative „Nein zu Ceta“ reicht eine Verfassungsklage gegen das Freihandelsabkommen zwischen Kanada und der EU (CETA) ein. Die Initiative stützt sich auf die Vollmachten von 125.000 Bürgern, deren Bescheinigungen per Lkw in Karlsruhe eintreffen und vor dem Gericht abgeladen werden.[139]
- Khajuraho/Indien: Beginn des zweitägigen Konvents der BRICS-Staaten zum Thema Tourismus.[140]

## Weblinks

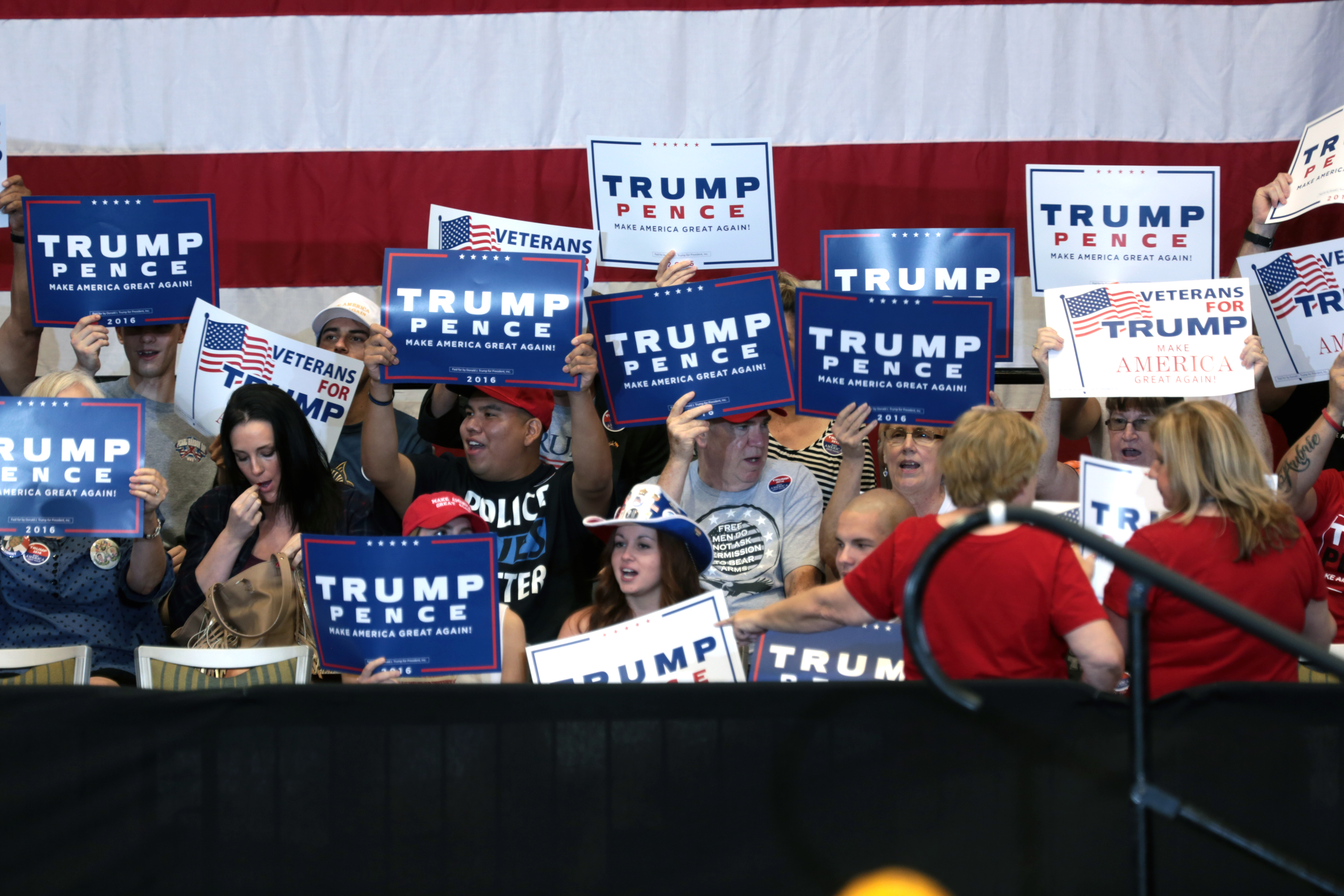
Arizona im August 2016